# نورم زاده
نورم زاده (Norm Zada) یا نورمن عسکرزاده (Norman Askar Zadeh) فرزند لطفی علی عسکرزاده است. نورم از دانشگاه برکلی دکتری تحقیق در عملیات گرفته‌است و در آی بی ام (IBM) و دانشگاه استانفورد مشغول به کار بوده‌است. او تعدادی کتاب راجع به علوم کامپیوتر دارد.
پس از اینکه یکی از دوستان مؤنثش به‌دلیل نداشتن تناسب اندام نتوانست وارد کار در مجلهٔ سکسی پلی بوی شود، نورم مجلهٔ پرفکت ۱۰ را راه انداخت. این مجلهٔ سکسی، تصاویر زنان بدون جراحی پلاستیک را منتشر می‌کند. او همچنین در رشتهٔ پوکر دارای مقام قهرمانی است.